# Pan Bus
Pan Bus A/S war ein dänisches Busunternehmen mit Sitz in Viborg.

## Geschichte
Die Gesellschaft wurde 1921 durch Hans-Peter Hansen in Viborg gegründet. Wegen der immer schwieriger werdenden Ausschreibungen in Dänemark und aus wirtschaftlichen Gründen verkaufte der Enkel Søren Holk Hansen, dem noch 60 % der Gesellschaft gehörten und deren Geschäftsführer er war, das Unternehmen 2007 an die AK Busser A/S. Diese dänische Gesellschaft gehört wiederum zu 90 %  der deutschen Autokraft GmbH in Kiel und zu 10 % der dänische Abildskou A/S.
Pan Bus betrieb Stadt- und Regionalbuslinien in Viborg, Sønderborg, Silkeborg, am Limfjord und in Kruså. 2009 übernahm sie den Stadtverkehr in Esbjerg.
Die Firma verfügte 2009 über 85 Busse und hatte 220 Mitarbeiter.
Zum 1. April 2011 ging Pan Bus in Arriva auf.